# 일반 MIDI 레벨 2
일반 MIDI 레벨 2, 제너럴 MIDI 레벨 2(General MIDI Level 2) 또는 GM2는 보다 추상적인 MIDI 표준을 넘어서는 여러 요구 사항을 정의하고 일반 MIDI, GS 확장 및 XG 확장을 기반으로 하는 신디사이저 사양이다. 이는 1999년에 MIDI 제조업체 협회(MMA)에 의해 채택되었다.

## 일반 요구 사항
- 음표(노트) 수: 동시 음표 32개
- MIDI 채널: 16
- 동시 멜로디 악기 - 최대 16개(모든 채널)
- 동시 타악기 키트 - 최대 2개(채널 10/11)

## 같이 보기
- MIDI 표준 비교